# Achille Simon
Pour les articles homonymes, voir Simon.
Achille Simon est un architecte belge de la période Art nouveau actif à Andenne dans la province de Namur en Région wallonne.

## Biographie
Achille Simon était le fils de Léon Simon, bourgmestre libéral d'Andenne.

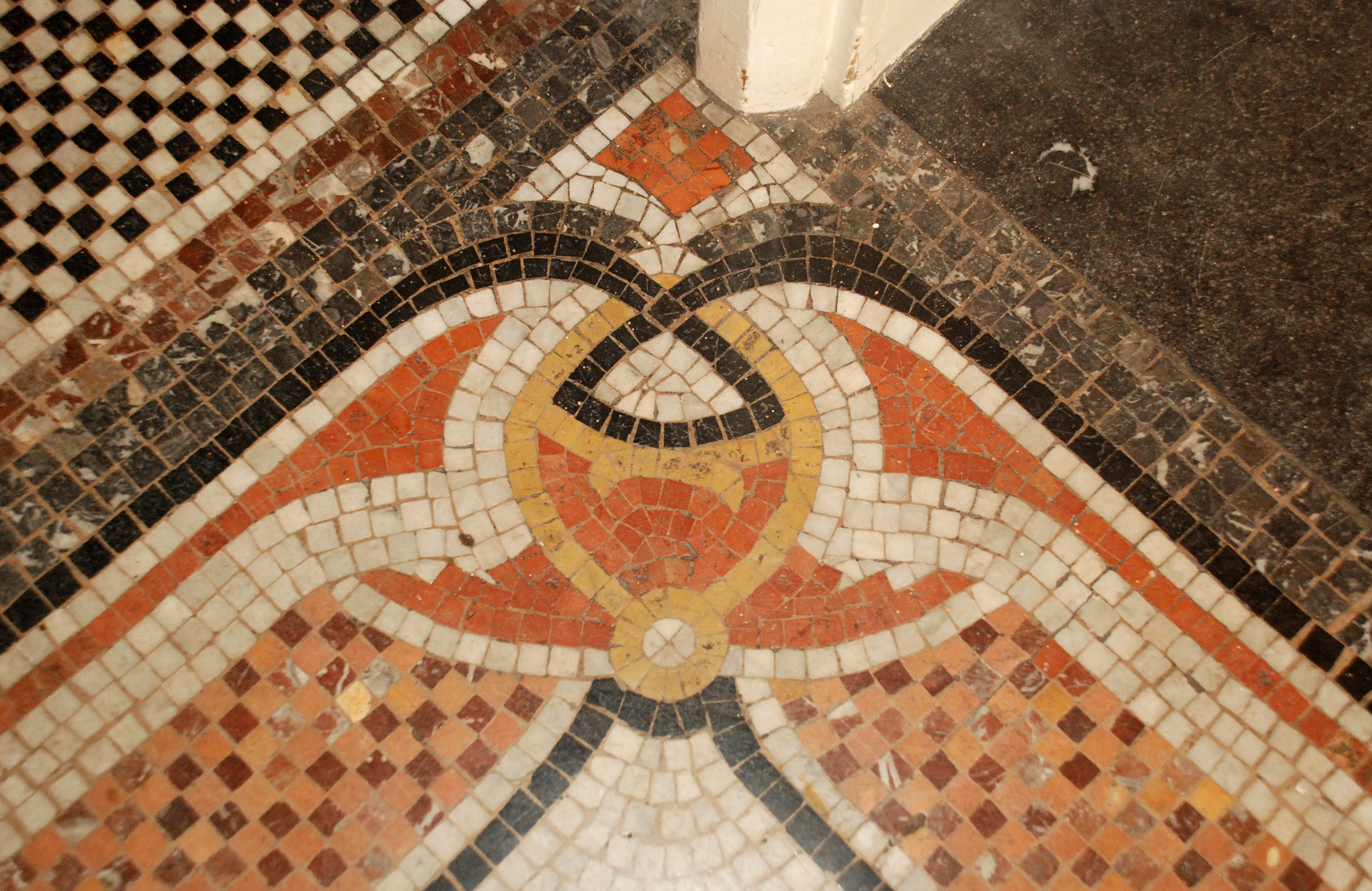
Détail du pavement en mosaïques de l'immeuble d'Andenne.

## Immeubles de style « Art nouveau floral »
- 1907 : maison de maître, place des Tilleuls n° 48 à Andenne (actuellement Office du Tourisme)
  - porte et poignée Art nouveau
  - balcon en fer forgé
  - fenêtres surmontées de linteaux métalliques ornés de rosaces
  - sous la corniche, grande céramique en forme d'arc illustrant l'aube, thème cher à l'Art nouveau[1] : soleil levant, cygne, nénuphars et iris
  - impressionnante corniche supportée par de grandes consoles distribuées asymétriquement (les consoles externes étant groupées par trois et prenant appui sur de grands pilastres)
  - palier de l'escalier pavé de mosaïques Art nouveau et orné de deux magnifiques pilastres en stuc aux motifs végétaux et floraux (tournesols, chardons…)
  - plafonds moulurés ornés de visages de femme et de motifs végétaux Art nouveau
  - immeuble restauré en 1998 par l'architecte J. Fievez.

Place des Tilleuls n° 48 à Andenne
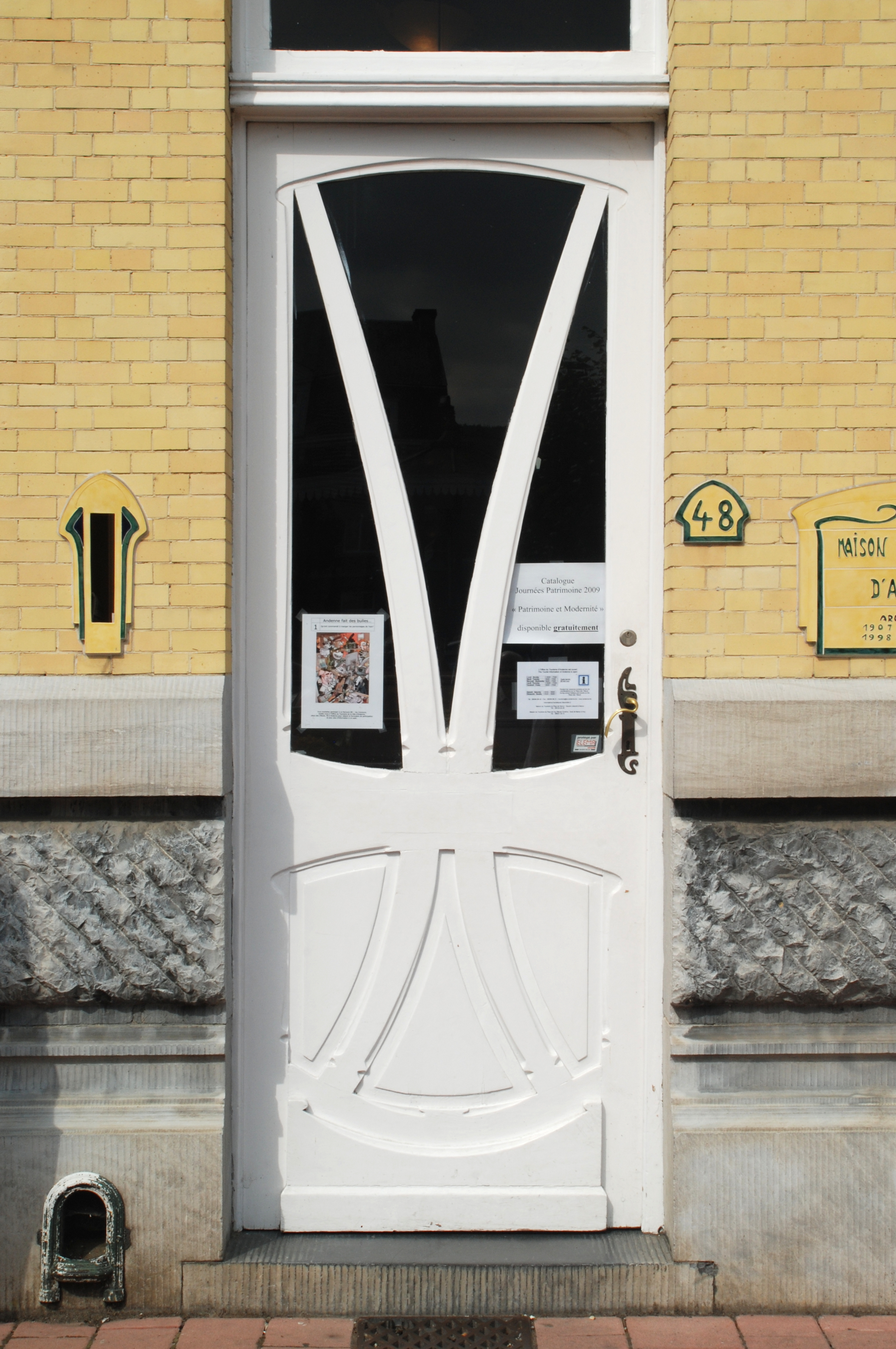
Porte.
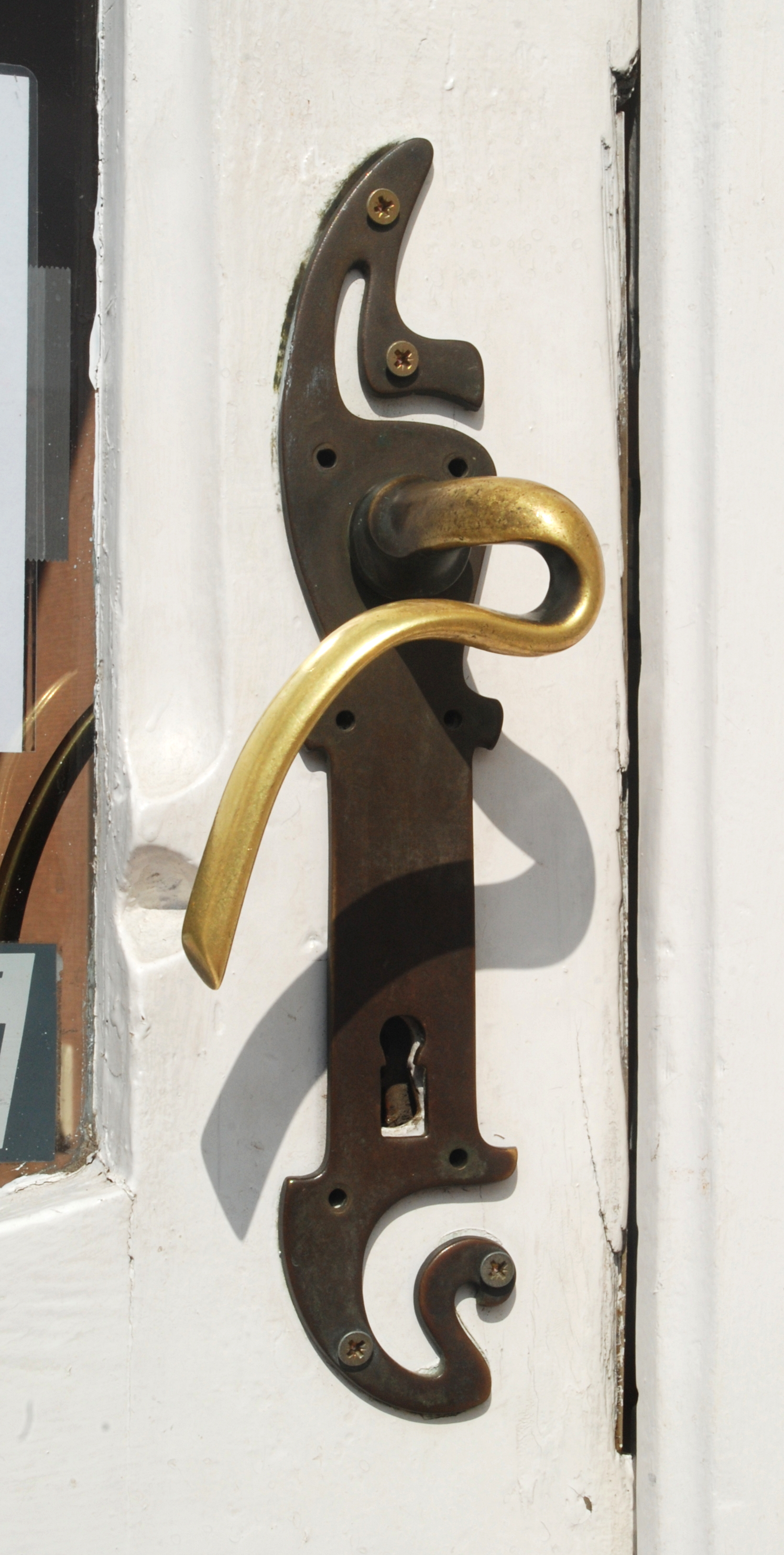
Poignée de porte.
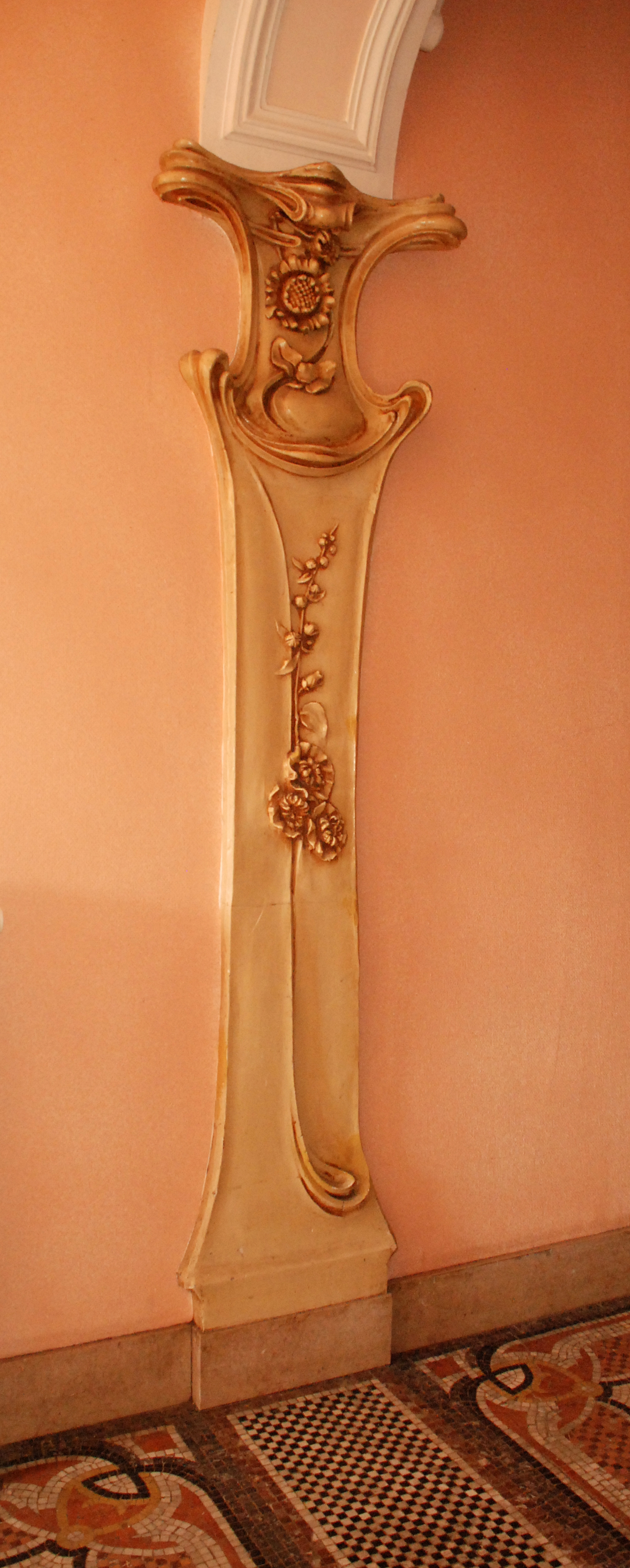
Pilastre en stuc.
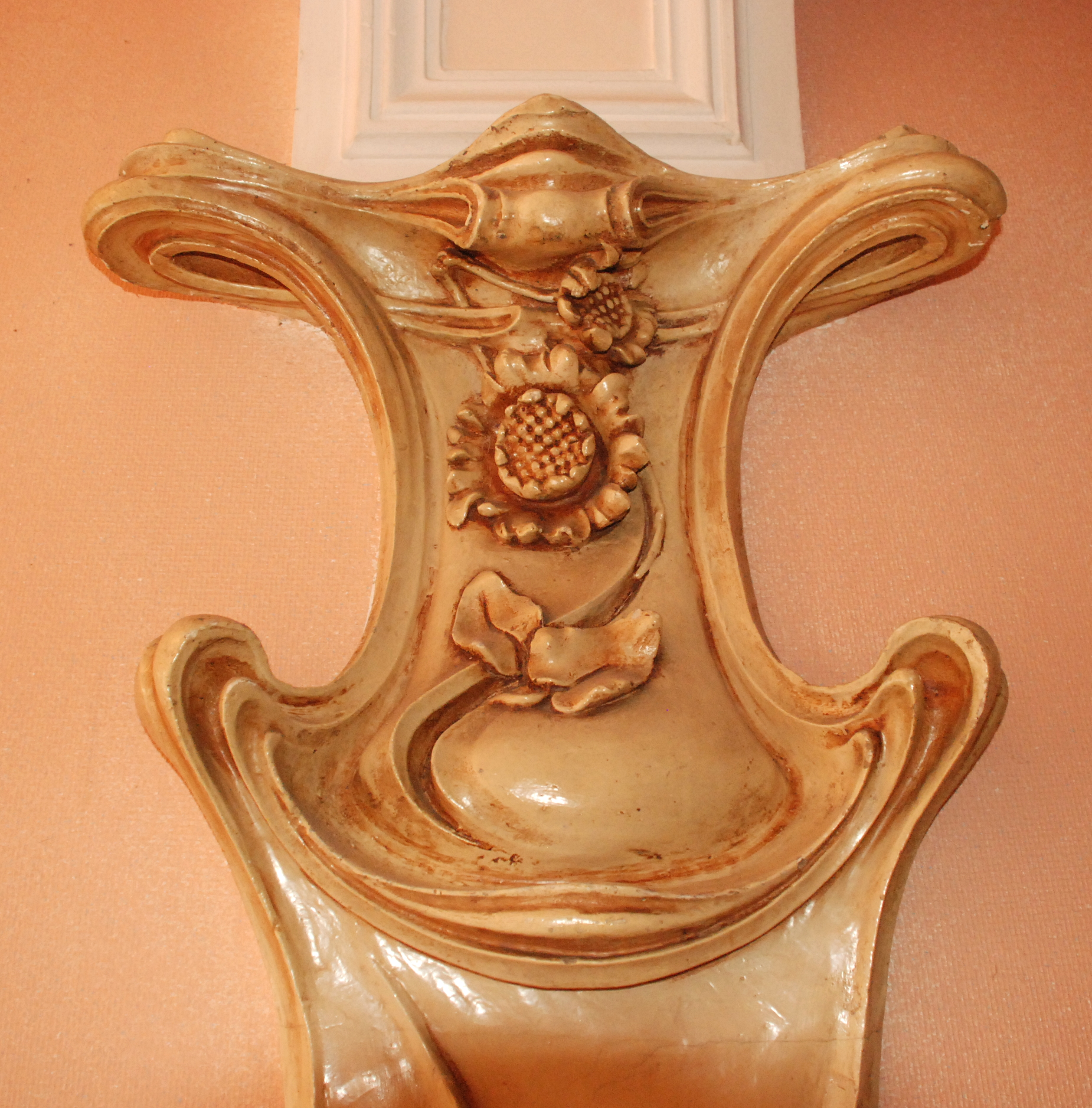
Couronnement de pilastre.
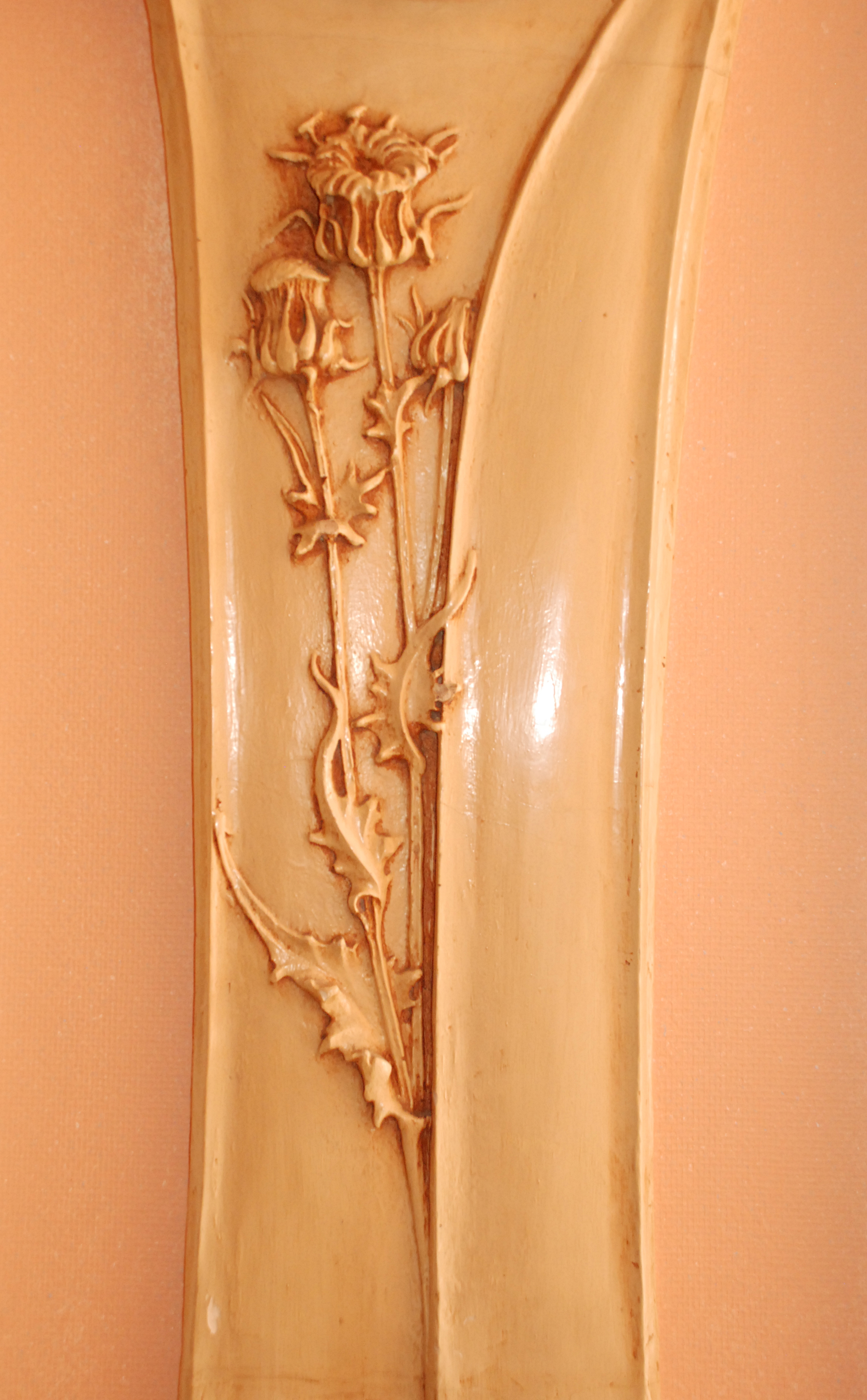
Ornement de pilastre.